# 1998 BC1
1998 BC1 är en asteroid i huvudbältet som upptäcktes den 19 januari 1998 av den japanska astronomen Takao Kobayashi vid Ōizumi-observatoriet.
Asteroiden har en diameter på ungefär 16 kilometer och den tillhör asteroidgruppen Themis.